# Manu Micó
Manuel Micó Yébana, más conocido como Manu Micó, es un futbolista español, en la actualidad retirado como consecuencia de una lesión crónica de rodilla. 

## Trayectoria
Manu Micó ha militado en clubes de la Segunda División B de la Comunidad Valenciana y Andaluza, jugando en los filiales de Valencia  y Atlético de Madrid.
Manu Micó jugó como lateral izquierdo del Royal Excelsior Mouscron, de la Primera División de Bélgica, recalando en el club belga de la mano de Amedeo Carboni y Miroslav Djukic. En el mercado de invierno de la temporada 2010 se incorpora al Orihuela C.F, del Grupo III de Segunda División B, al quedar libre en su anterior club, que abandonó la competición al no poder afrontar las deudas que acumulaba, siendo uno de los cinco jugadores españoles que quedaron libres del club valón.
En el mercado de invierno de 2011 fichó por el Recreativo de Huelva. El Club Decano abonó la cláusula de penalización de su contrato, que liberaba al futbolista del Orihuela C.F en caso de que un club de superior categoría se interesara por sus servicios.
En enero de 2013 la Junta Directiva del Ontinyent C.F hizo oficial la incorporación del lateral izquierdo, quien rescindió en la presente campaña su contrato como jugador del Recreativo al no entrar en los planes del cuerpo técnico onubense.
La temporada 2013-14 jugó en el Ecija Balompié, del grupo IV de la Segunda División B. En la temporada de 2014-2015 ficha por el Club Deportivo Acero, teniendo que abandonar al final de la misma la práctica activa del fútbol.

## Clubes
| Club                             | País    | Año                 |
| -------------------------------- | ------- | ------------------- |
| Novelda Club de Futbol           | España  |                     |
| Club Atlético de Madrid          | España  |                     |
| Valencia Club de Fútbol Mestalla | España  | 2007-2009           |
| Excelsior Mouscron               | Bélgica | 2009-2010           |
| Orihuela Club de Fútbol          | España  | 2010-2011           |
| Recreativo de Huelva             | España  | 2010-2011 2011-2012 |
| Ontinyent Club de Futbol         | España  | 2013                |
| Écija Balompié                   | España  | 2014                |
| Club Deportivo Acero             | España  | 2015                |